# Scottish First Division 2008/09
Die Scottish Football League First Division wurde 2008/09 zum 34. Mal als nur noch zweithöchste schottische Liga unter diesem Namen ausgetragen. In der zweithöchsten Fußball-Spielklasse der Herren in Schottland traten in der Saison 2008/09, die vom 2. August 2008 bis zum 11. Mai 2009 ausgespielt wurde, 10 Klubs in insgesamt 36 Spieltagen gegeneinander an. Jedes Team spielte jeweils viermal gegen jedes andere Team. Bei Punktgleichheit zählte die Tordifferenz.
Die Meisterschaft gewann der FC St. Johnstone, der sich damit gleichzeitig die Teilnahme an der Premier-League-Saison 2009/10 sicherte. Absteigen in die Second Division musste der FC Clyde. Airdrie United blieb trotz verlorener Relegation in der First Division, da der FC Livingston in die Third Division Zwangsabsteigen musste. Torschützenkönig mit 24 Treffern wurde Stephen Dobbie von Queen of the South.

## Statistiken

### Abschlusstabelle
| Pl. | Verein               | Sp. | S  | U  | N  | Tore    | Diff. | Punkte |
| --- | -------------------- | --- | -- | -- | -- | ------- | ----- | ------ |
| 1.  | FC St Johnstone      | 36  | 17 | 14 | 5  | 055:350 | +20   | 65     |
| 2.  | Partick Thistle      | 36  | 16 | 7  | 13 | 039:380 | +1    | 55     |
| 3.  | Dunfermline Athletic | 36  | 14 | 9  | 13 | 052:440 | +8    | 51     |
| 4.  | FC Dundee            | 36  | 13 | 11 | 12 | 033:320 | +1    | 50     |
| 5.  | Queen of the South   | 36  | 12 | 11 | 13 | 057:500 | +7    | 47     |
| 6.  | Greenock Morton      | 36  | 12 | 11 | 13 | 040:400 | ±0    | 47     |
| 7.  | FC Livingston        | 36  | 13 | 8  | 15 | 056:580 | −2    | 47     |
| 8.  | Ross County (N)      | 36  | 13 | 8  | 15 | 042:460 | −4    | 47     |
| 9.  | Airdrie United (N)   | 36  | 10 | 12 | 14 | 029:430 | −14   | 42     |
| 10. | FC Clyde             | 36  | 10 | 9  | 17 | 041:580 | −17   | 39     |

Platzierungskriterien: 1. Punkte – 2. Tordifferenz – 3. geschossene Tore – 4. Direkter Vergleich (Punkte, Tordifferenz, geschossene Tore)
| Saison 2008/09 |

| Zum Saisonende 2007/08 |                                       |
| (N)                    | Neuaufsteiger aus der Second Division |

## Relegation
Teilnehmer an den Relegationsspielen waren Airdrie United aus der diesjährigen First Division, sowie die drei Mannschaften aus der Second Division, Ayr United, Brechin City und der FC Peterhead. Die Sieger der ersten Runde spielten in der letzten Runde um einen Platz für die folgende Scottish First Division-Saison 2009/10.
Erste Runde
Die Spiele wurden am 13./14. und 16./17. Mai 2009 ausgetragen.
|              | Gesamt |                | Hinspiel | Rückspiel |
| ------------ | ------ | -------------- | -------- | --------- |
| Brechin City | 2:5    | Ayr United     | 0:2      | 2:3       |
| FC Peterhead | 1:4    | Airdrie United | 0:2      | 1:2       |

Zweite Runde
Die Spiele wurden am 20. und 24. Mai 2009 ausgetragen.
|            | Gesamt |                | Hinspiel | Rückspiel |
| ---------- | ------ | -------------- | -------- | --------- |
| Ayr United | 3:2    | Airdrie United | 2:2      | 1:0       |